# كهف خفاش بحيرة ساي
كهف خفاش بحيرة ساي (باليابانية: 西湖蝙蝠穴، بالروماجي: Saiko Kōmori Ana) هو أكبر كهف بين مجموعة من أنابيب الحمم التي تقع بالقرب من بحيرة ساي، داخل غابة أوكيغاهارا إلى الجانب الشمالي من جبل فوجي في اليابان، يشتهر هذا الكهف بكونه مسكون من قبل الخفافيش ويمكن للزائر أن يشاهدها حيث تعيش.

## كهوف غابة أوكيغاهارا
يوجد العديد من الكهوف في غابة أوكيغاهارا والتي تشكلت بسبب تدفقات الحمم البركانية عند ثوران بركان جبل فوجي سنة 864 للميلاد، وأكبر ثلاثة من بينها هي:
- كهف ناروساوا الثلجي، في قرية ناروساوا [الإنجليزية]، محافظة ياماناشي.
- كهف رياح فوغاكو، في فوجيكاوا غوتشي [الإنجليزية]، محافظة ياماناشي.
- كهف خفاش بحيرة ساي، في بلدة فوجيكاوا غوتشي [الإنجليزية] أيضًا، محافظة ياماناشي.

هذه الكهوف الثلاثة صنفت على أنها (مَعالم طبيعية يابانية [الإنجليزية]) سنة 1929.

## كهف بحيرة ساي
يمتد طول كهف بحيرة ساي حتى 386.5 متر مما يجعله الأطول بين الكهوف الثلاثة الأكبر الواقعة في غابة أوكيغاهارا، ويبلغ إرتفاعه 925 متر عن مستوى سطح البحر.

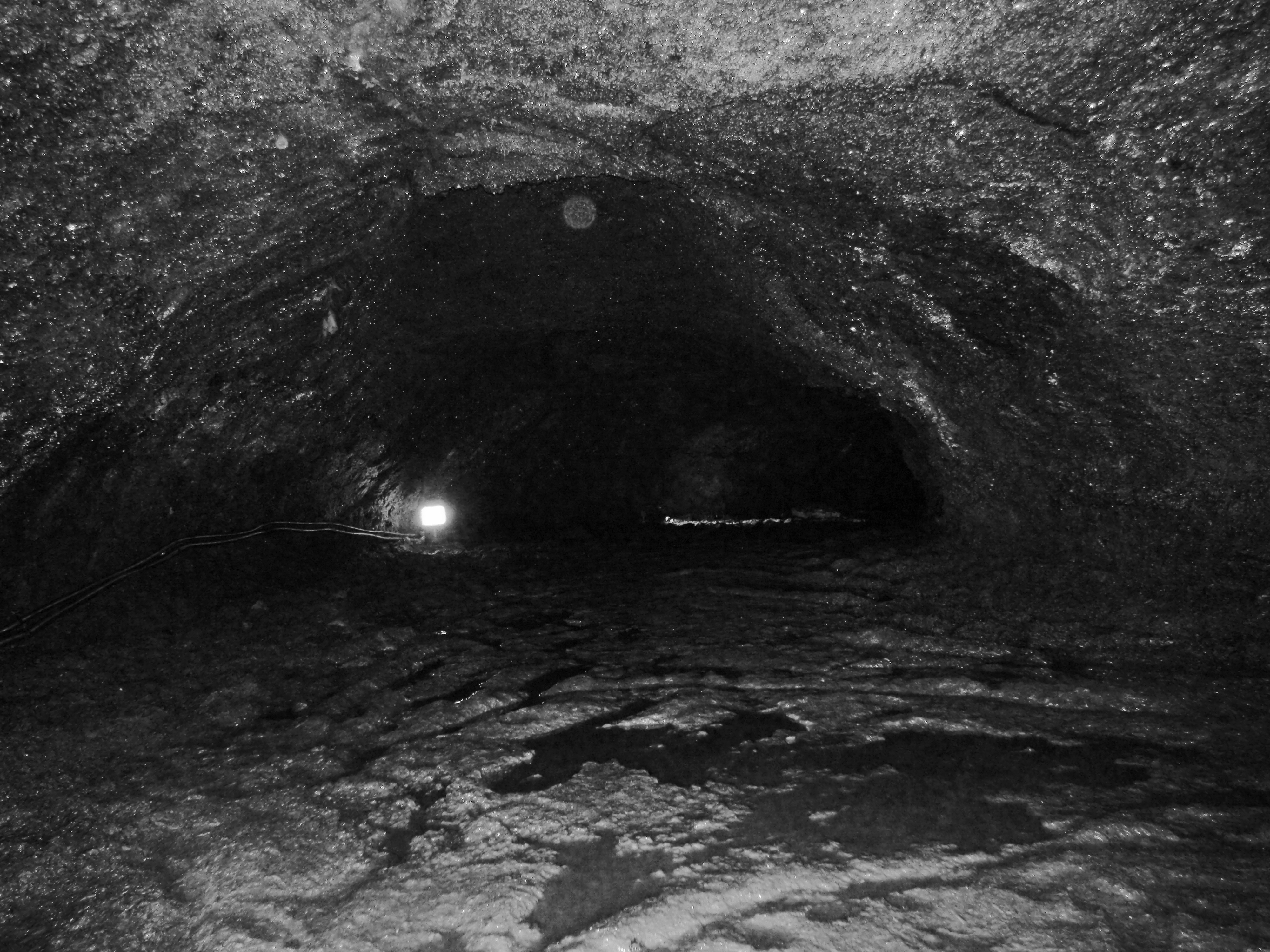
باطن كهف خفاش بحيرة ساي.
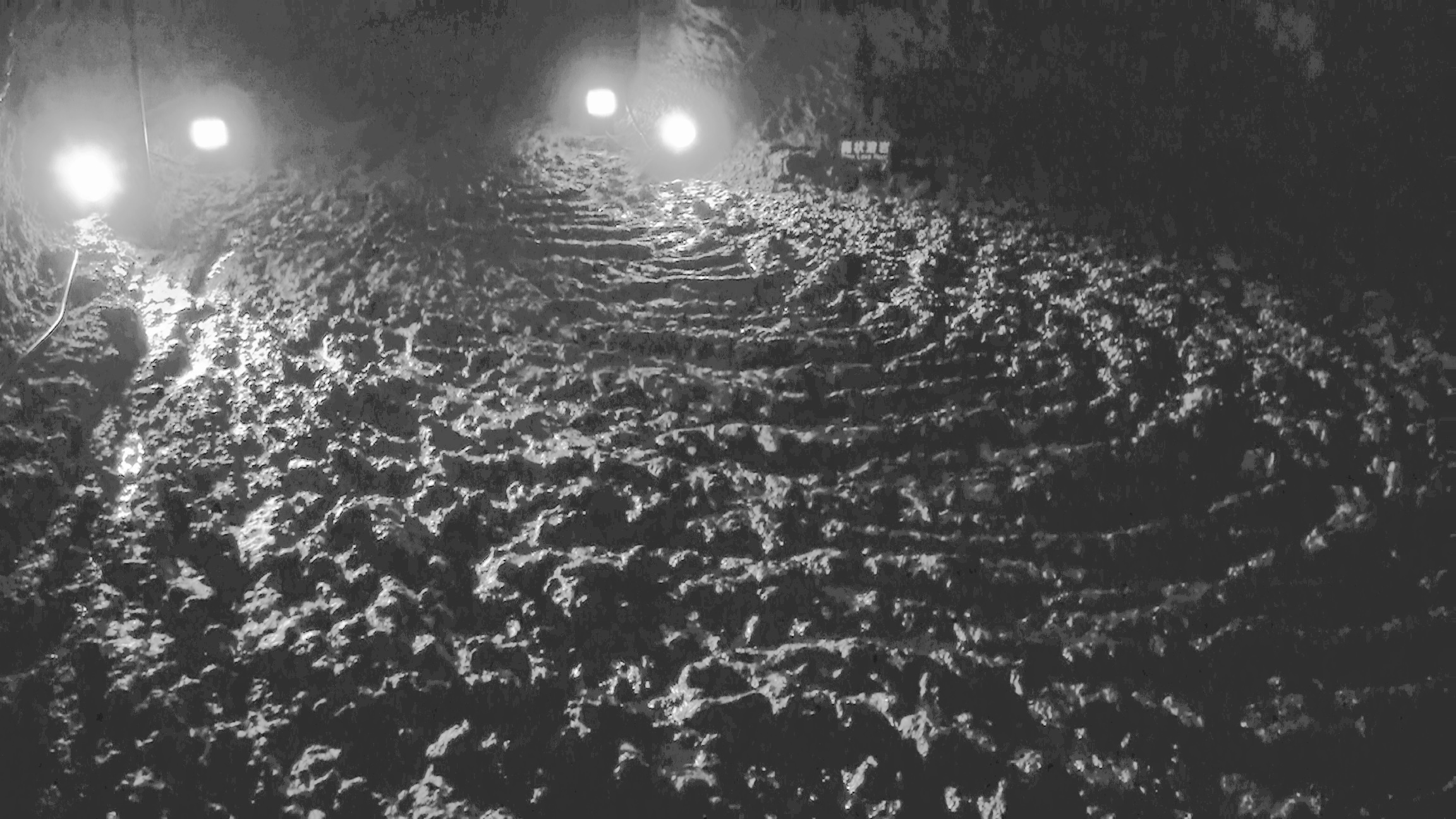
أشكال ناتجة عن الحمم داخل كهف خفاش بحيرة ساي.
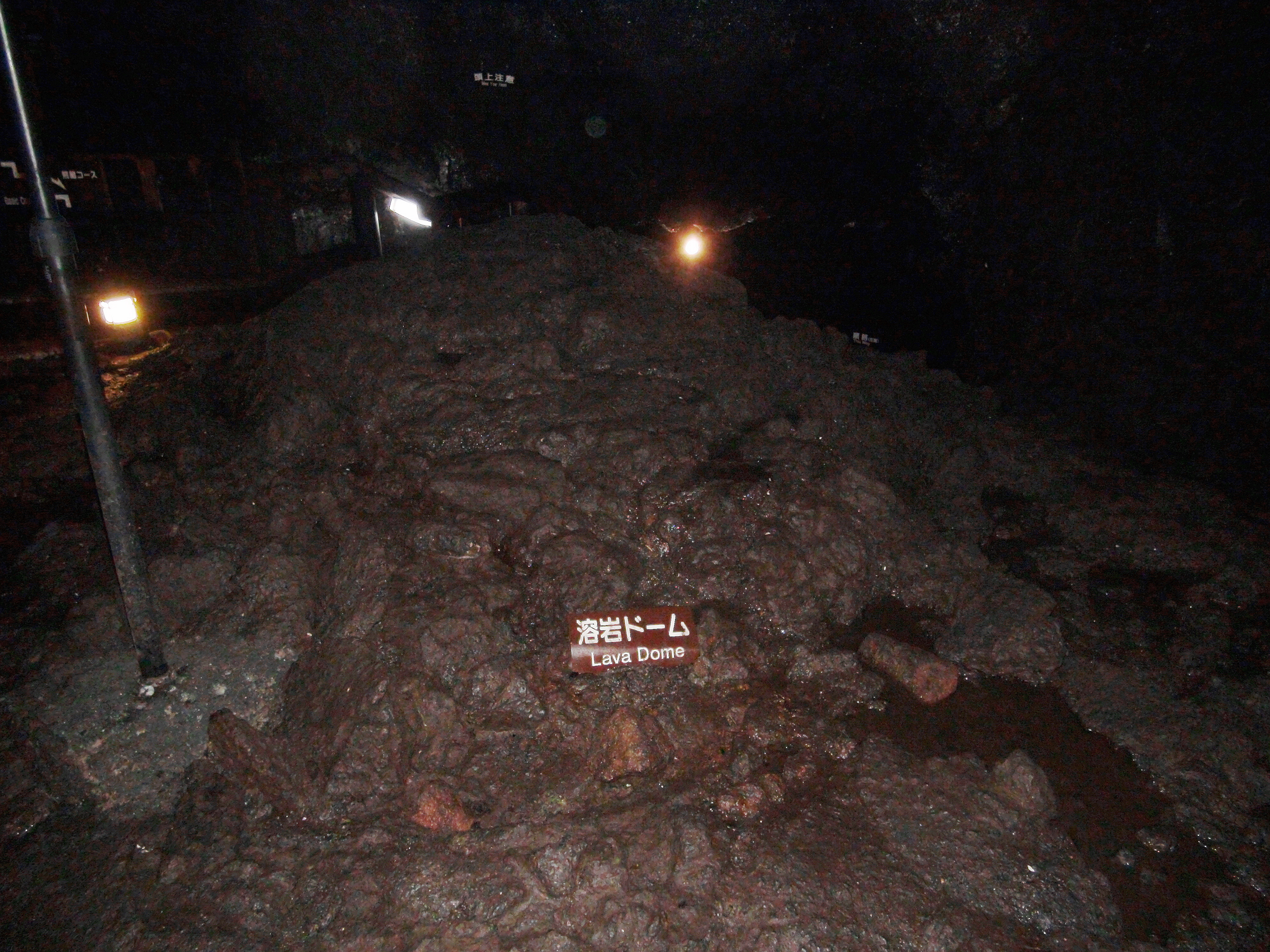
قبة متكونة من الحمم في داخل الكهف.
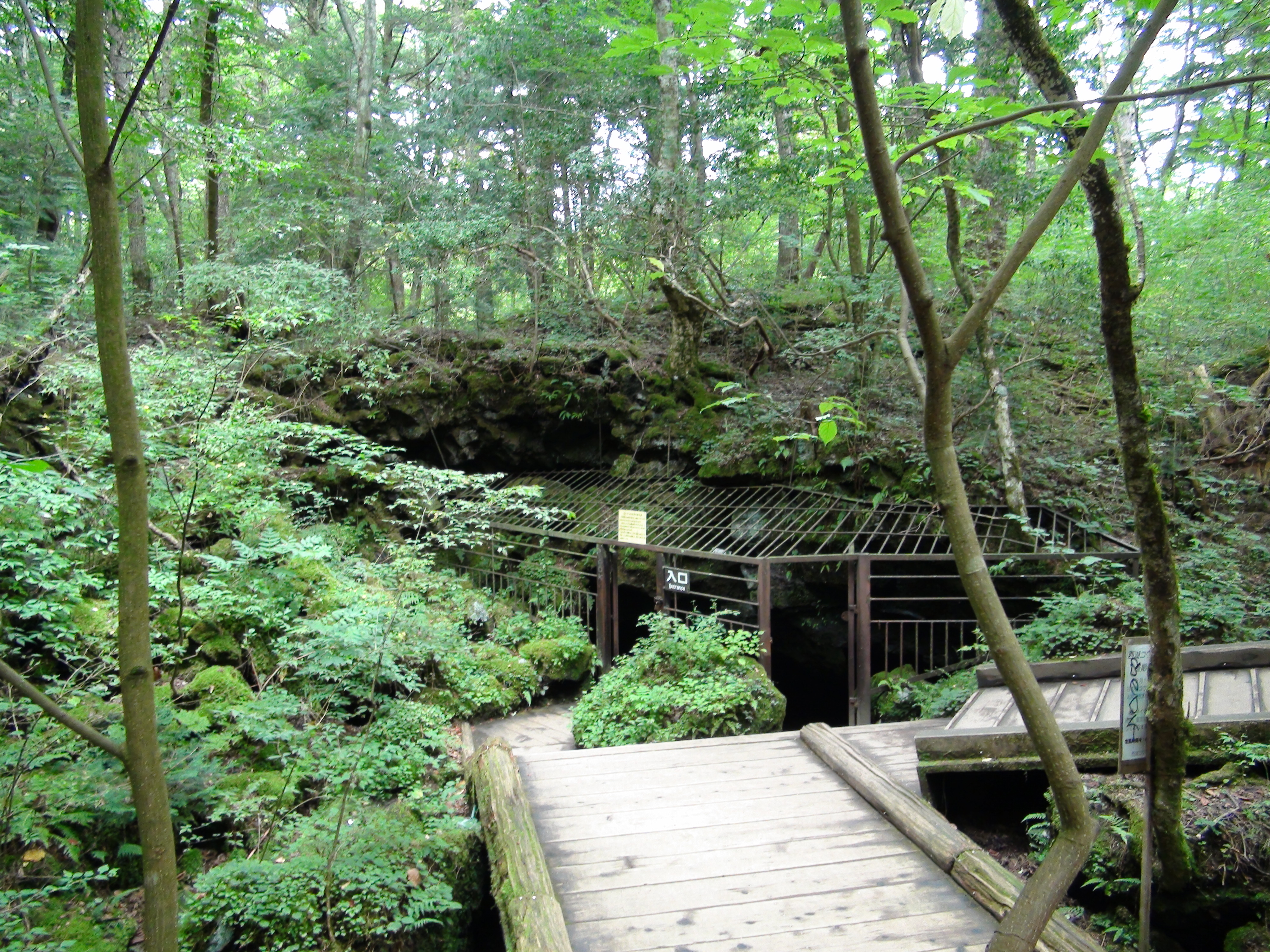
مدخل كهف خفاش بحيرة ساي.

## الخفافيش
يمكن للزائرين ملاحظة حوالي 500 خفاش يسكنون ذلك الكهف، وهذه الخفافيش تنتمي إلى ستة أنواع وهي:
- خفاش الحذوة الكبير
- خفاش الحذوة الياباني الصغير [الإنجليزية]
- الخفاش الشرقي طويل الأصابع [الإنجليزية]
- الخفاش البني طويل الأذنين
- الخفاش الياباني طويل الأذنين [الإنجليزية]
- خفاش هيلغيندورف أنبوبي الأنف [الإنجليزية]

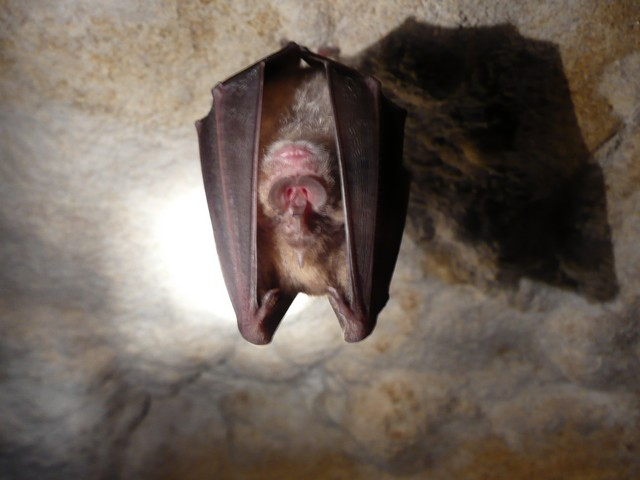
خفاش الحذوة الكبير.
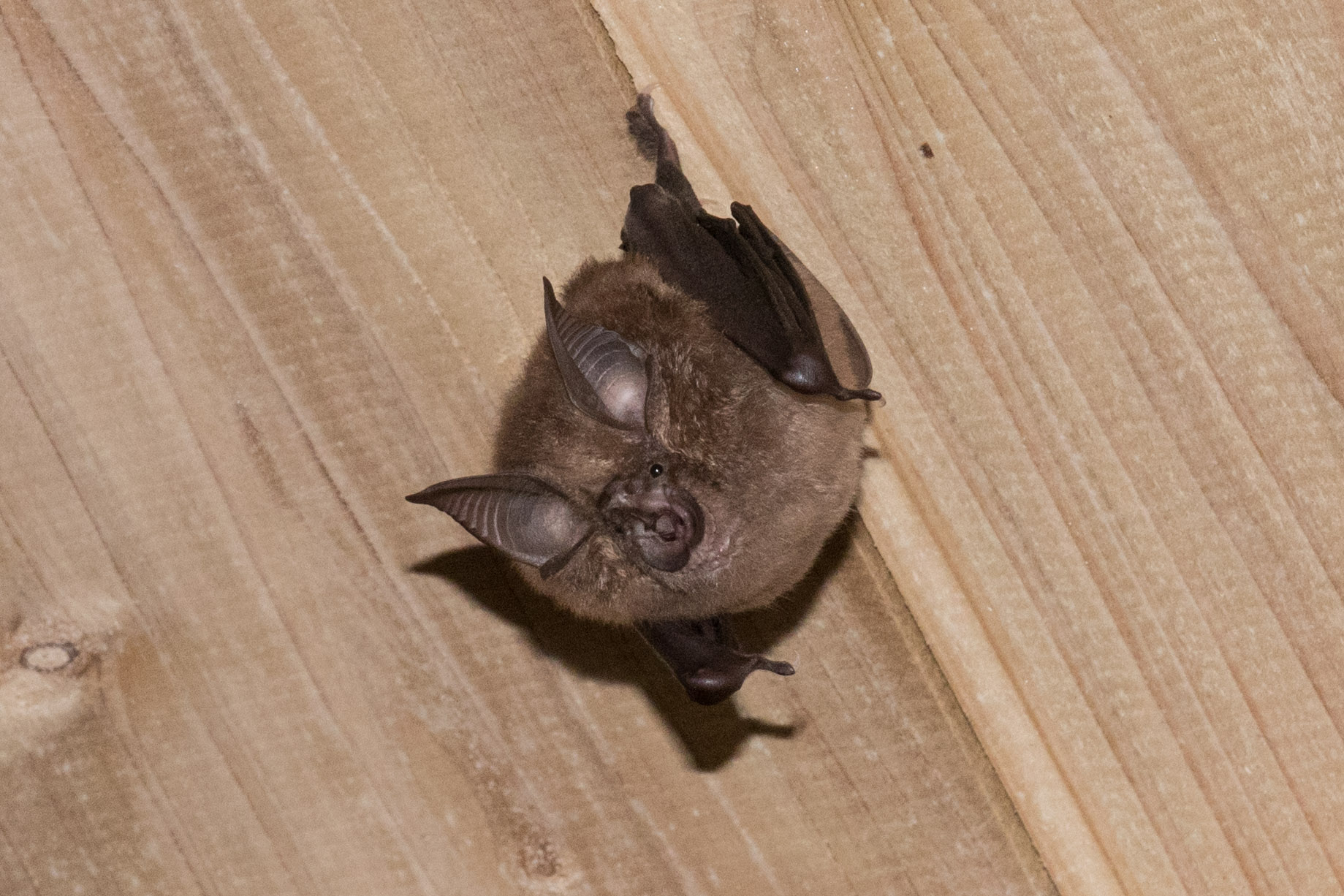
الخفاش الياباني طويل الأذنين.
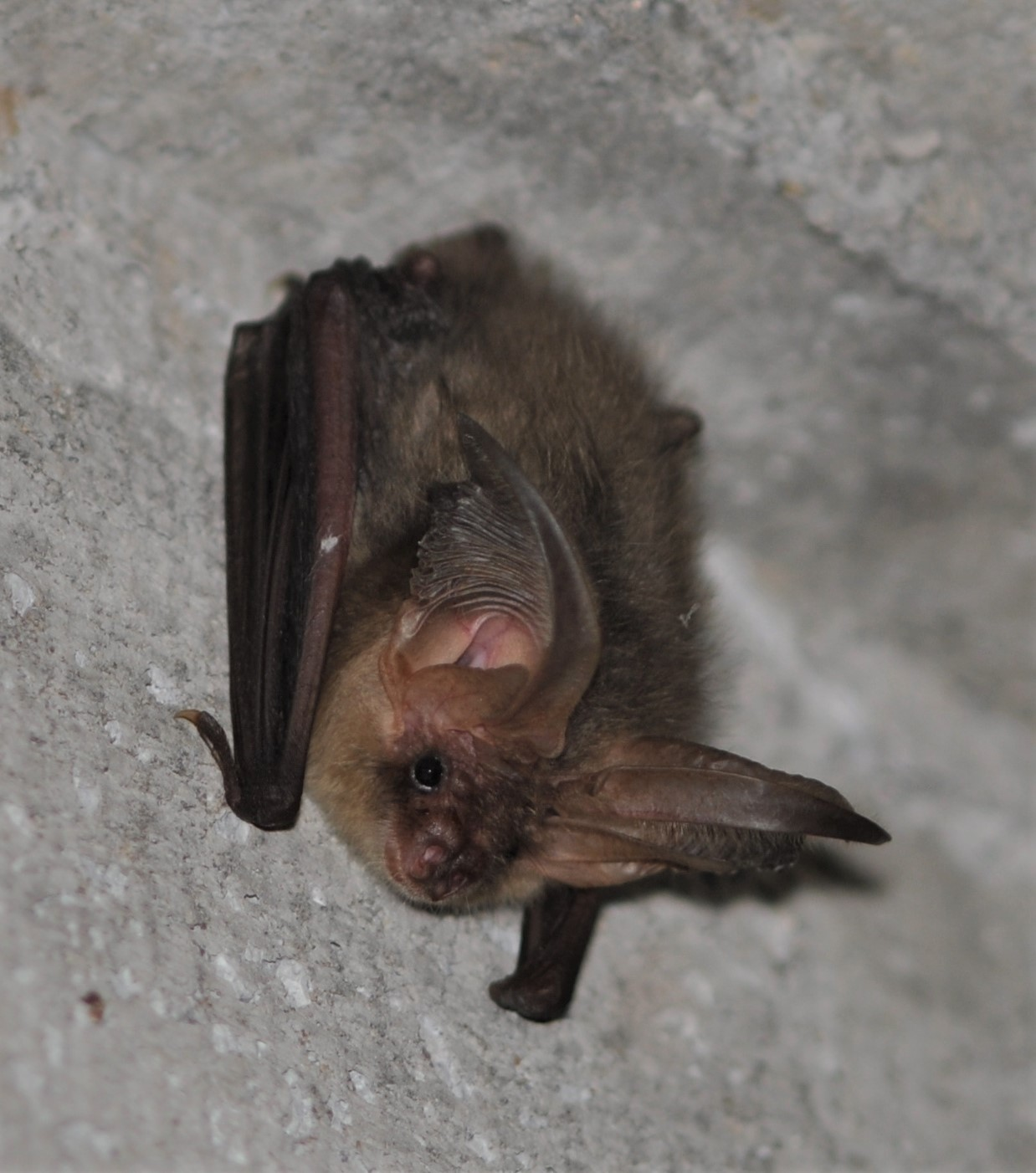
الخفاش البني طويل الأذنين.

## مركز بحيرة ساي الطبيعي
تم إنشاء مركز بحيرة ساي الطبيعي بالقرب من مدخل الكهف، حيث يمكن للزوار المشي عبر غابة أوكيغاهارا برفقة مرشدين محليين من بلدة فوجيكاوا غوتشي [الإنجليزية] ومسجلين رسميًا لدى ياماناشي، بجانب المركز الطبيعي توجد صالة خاصة لعرض سمك سلمون كونيماسو [الإنجليزية] الذي أعلن عن إنقراضه منذ 1940 لكن عثر عليه في بحيرة ساي سنة 2010.

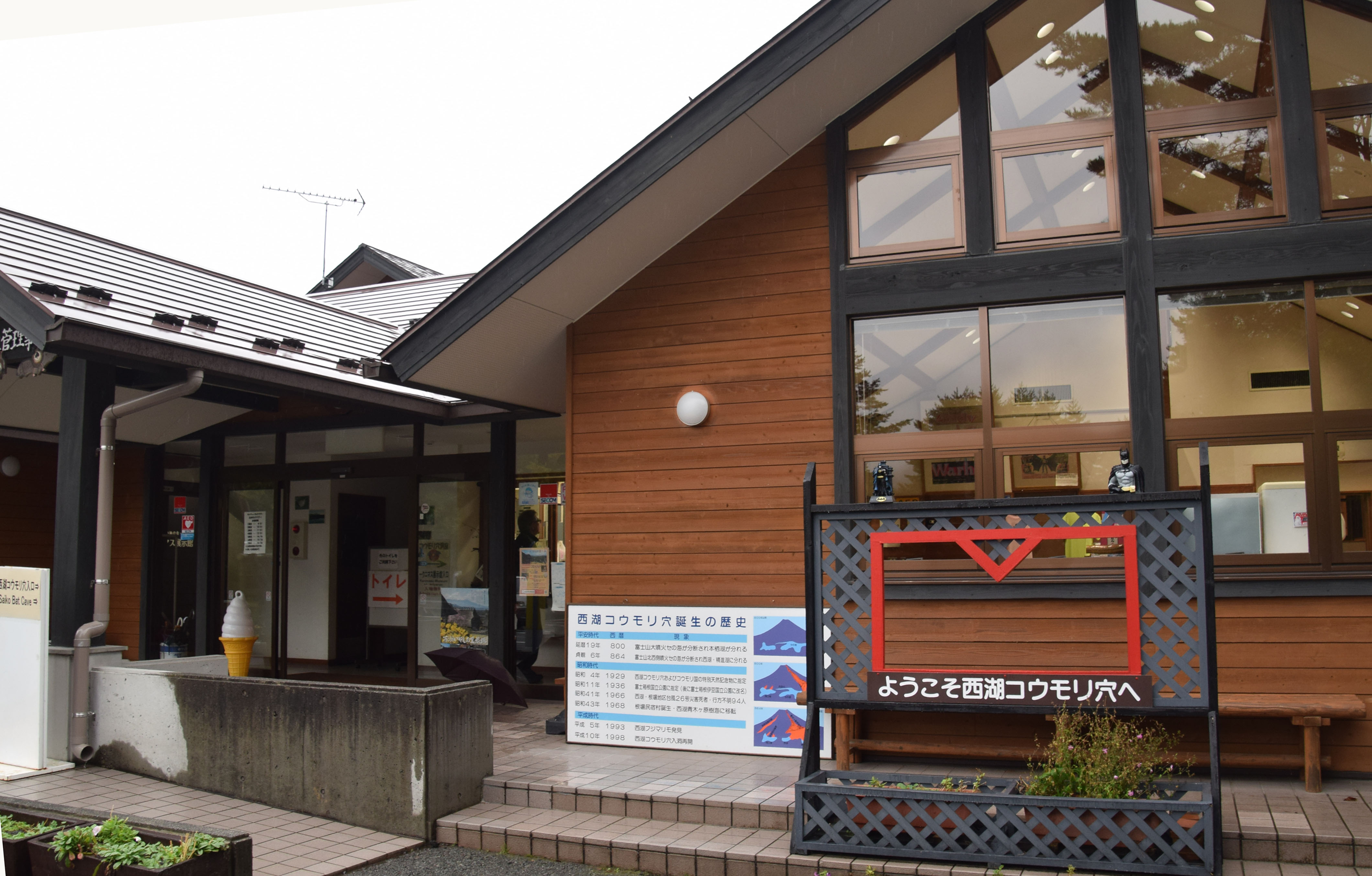
مركز بحيرة ساي الطبيعي.
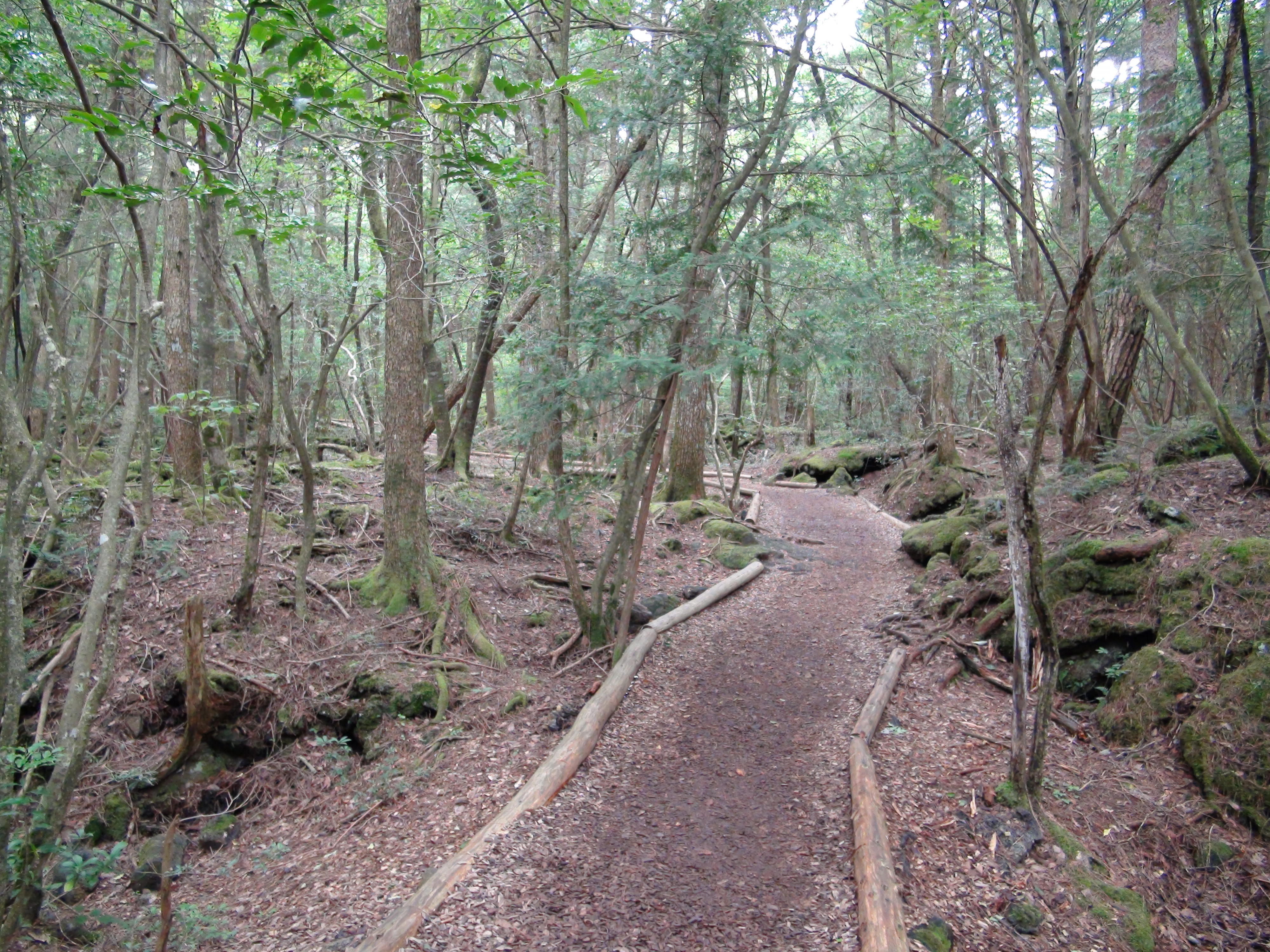
ممر للمشاة بإتجاه كهف بحيرة ساي.
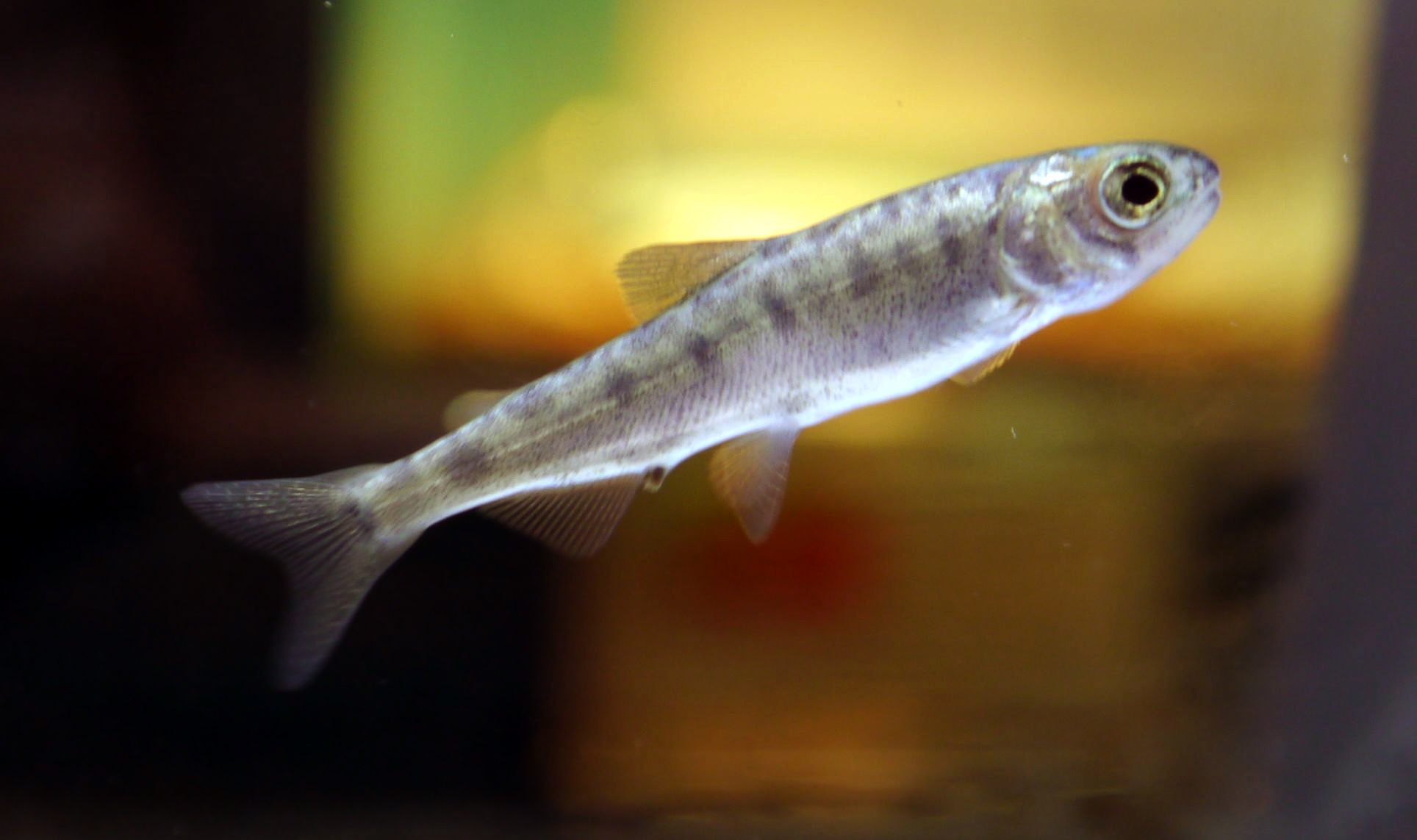
سمك سلمون كونيماسو [الإنجليزية] الذي أكتشف في بحيرة ساي سنة 2010 بعد 70 عام على إعلان إنقراضه.
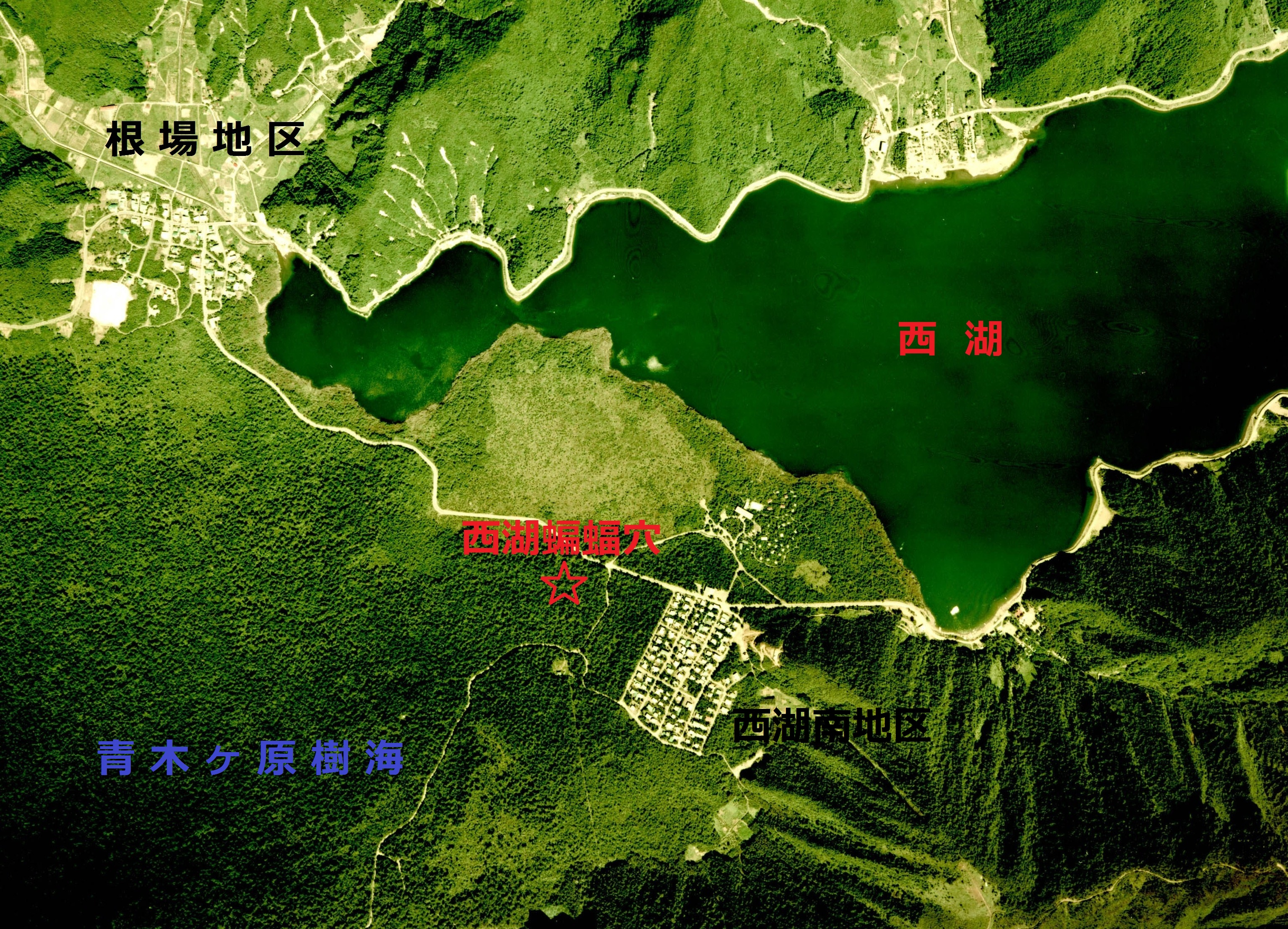
خريطة لموقع الكهف، تظهر فيها بحيرة ساي (西湖) في الأعلى، وموقع الكهف (西湖蝙蝠穴) في الوسط وغابة أوكيغاهارا (青木ヶ原樹海) إلى الأسفل.

## النقل
يوجد خط نقل من الحافلات العمومية من محطة كاواغوتشي [الإنجليزية] لسكك قطارات خط فوجيكيوكو [الإنجليزية]، وبإستخادم السيارة على الطريق الوطني رقم 139 [الإنجليزية] بدءًا من مخرج بحيرة كاواغوتشي [الإنجليزية] يستغرق الوصول إلى الموقع 25 دقيقة (13.1 كلم).

## طالع أيضًا
- قائمة أطول الكهوف في العالم
- قائمة الكهوف
- كهف أكادو
- كهف كوسيغاساوا
- جغرافيا اليابان